# Анестезія місця перелома

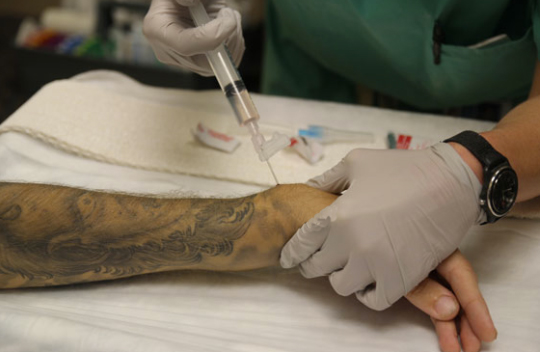
Анестезія місця перелома

Анестезія місця перелома (блокада міжвідломкової гематоми) — техніка місцевої анестезії, яка полягає у введені розчину місцевого анестетика у гематому між відламками кістки при переломах з метою знеболення. В англомовній літературі використовується термін англ. Hematoma block.
Переломи кісток при зміщенні призводять до утворення гематоми між уламками кісток. До цієї гематоми легко дістатися за допомогою голки, а ін'єкція розчину місцевого анестетика може значно полегшити біль у травмованого.

## Покази для проведення
- Репозиція переломів кісток, переважно кінцівок.
- Знеболення місця перелому кістки як елемент протишокової та екстреної допомоги.

## Переваги та недоліки

### Переваги процедури
Анестезія місця перелома, шляхом введення місцевого анестетика в міжвідломкову гематому, на відміну від процедурної седації, дозволяє уникнути побічних ефектів седативних препаратів, не потребує внутрішньовенного доступу та моніторингу серцевого ритму та не пов'язане з тривалою фазою відновлення після седації. Один лікар може безпечно провести процедуру місцевої анестезії місця перелома, тоді як для процедурної седації зазвичай рекомендується присутність двох лікарів (один з них — лікар-анестезіолога).
Найбільш вдалим таке знеболювання буває при свіжих переломах, особливо — дрібніших кісток.
За даними мета-аналізу досліджень, анестезія місця перелома є безпечним та ефективним альтернативним методом анестезії при переломах дистального відділу променевої кістки з не гіршим рівнем полегшення болю у порівнянні з процедурною седацією у дорослих та дітей.

### Недоліки процедури
До недоліків блокади гематоми можна віднести дискомфорт і занепокоєння, що виникають під час ін'єкції в місці перелому, а також можливість рідкісних ускладнень.

## Техніка

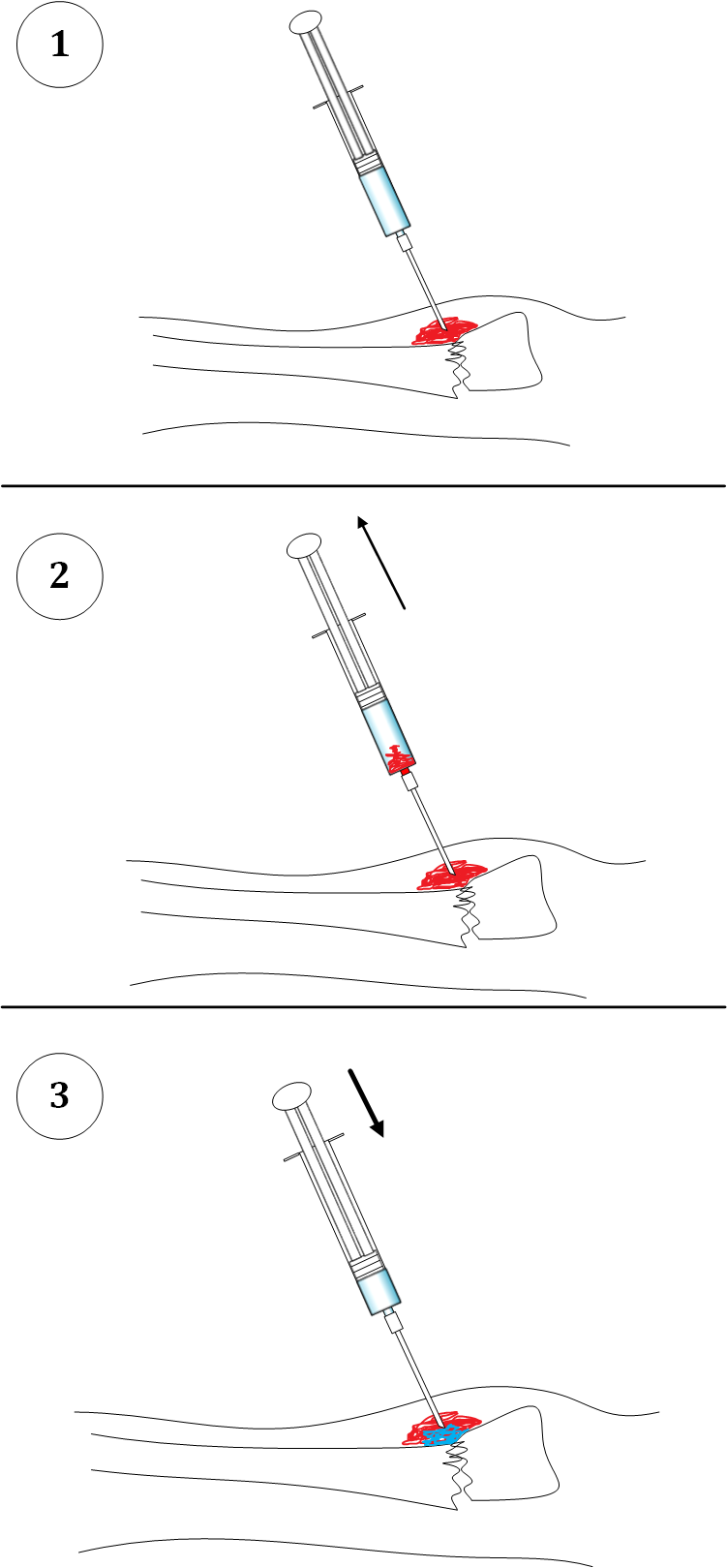
Анестезія місця перелома дистального метаепіфізу променевої кістки. 1. Введеня голки в ділянку місця перелома. 2. Аспіраційна проба — підтвердження потрапляння голки в міжвідломкову гематому. 3. Введення місцевого анестетика.

### Обладнання
- Розчин місцевого анестетика. Найчастіше використовують 0.5 %, 1 %, 2 % розчини новокаїну (прокаїну)[5] або 1,5 %-2 % розчин лідокаїну[3], рідше 0,125 % розчин бупівакаїну[6]. Адреналін до місцевого анестетика не додають, щоб уникнути його загальних ефектів[3]. При виборі місцевого анестетика лікар спирається на індивідуальну чутливість пацієнта до конкретного препарату, вибір концентрації місцевого анестетика залежить від плануємого обсягу введення розчину препарату (враховуєтся максимальна допустима доза, щоб уникнути ускладнень у вигляді системних токсичних реакцій).[3]
- Антисептик для обробки шкіри[5] (наприклад розчин бетадину)[2]
- Стерильні медичні рукавички та стерильні серветки[5]
- Ін'єкційні голки та шприці (10 мл або 20 мл).[5][3]
- Бажаним є наявність рентгенівських знімків ділянки перелома, щоб більш точно визначити місце введення місцевого анестетика.[3]

### Техніка проведення
Пацієнт розташовується лежачі або сидячі. Пальпаторно визначається локалізація місця перелому кістки (наявність деформації, пальпуємі кісткові уламки, найбільш болісна ділянка та ін.). Шкіра ретельно обробляється розчином антисептика. За необхідності проводять попередню місцеву інфільтраційну анестезію шкіри та м'яких тканин в ділянці проведення блокади гематоми. Далі ін'єкційною голкою необхідної довжини (враховують товщину м'яких тканин) роблять прокол до місця перелому впираючись у кістку. При внутрішньосуглобових переломах та вивихах суглобів розчин місцевого анестетика вводять в порожнину суглоба (внутрішньосуглобова місцева анестезія) через точки в яких зазвичай проводять пункції суглобів. Проводять підтягування поршня шприца «на себе» (аспіраційна проба) та отримують кров, яка підфарбовує розчин місцевого анестетика в шприці (ознака того, що вістря голки потрапило в міжвідломкову гематому). Отримана кров в шприці зазвичай темна з жировими включеннями. Переконавшись, що голка потрапила в міжвідломкову гематому, вводять розчин місцевого анестетика. Після введення дози місцевого анестетика голку видаляють. Місце уколу обробляють розчином антисептиком.
- Відеодемонстрація техніки виконання місцевої анестезії місця перелому при переломі дистального відділу променевої кістки зі зміщенням з наступною репозицією відламків.

### Доза місцевого анестетика
Доза та об'єм розчину місцевого анестетика, які вводяться в міжвідломкову гематому, залежать від віку пацієнта, сегмента кінцівки (плече, стегно, передпліччя та ін.), характеристики перелому (уламковий, протягом третини, двох третин сегмента кінцівки) та величини гематоми. Потрібно враховувати, що введена концентрація місцевого анестетика, за рахунок крові в гематомі, зменшиться, тому недоцільно вводити розчини з низькою концентрацією діючої речовини (наприклад 0,5 %-0,25 % розчин новокаїну). Оптимальним є введення 1 %-2 % розчину новокаїну або лідокаїна. Такі концентрації за рахунок розведення в гематомі, вводяться в меншому об'ємі, що попереджує значне збільшення об'єму міжвідломкової гематоми, розшарування навколишніх м'яких тканин, а з ними посилення болю. Знеболення наступає в середньому через 10-15 хвилин.
| Місце перелому               | Об'єм розчину |
| ---------------------------- | ------------- |
| Ключиця, лопатка             | 5-10 мл       |
| Плечова кістка               | 20-30 мл      |
| Променева та ліктьова кістка | 20-30 мл      |
| Променева кістка             | 10-15 мл      |
| Ліктьова кістка              | 10-15 мл      |
| Стегнова кістка              | 50-60 мл      |
| Кістки гомілки               | 30-40 мл      |

При використання розчину новокаїна (прокаїна) для уникнення ускладнень у вигляді системних токсичних реакцій, потрібно враховувати, що максимальна разова доза препарату для дорослих становить 11 мг/кг маси тіла, але не більше максимальної загальної дози 800 мг. Дозування слід зменшити для осіб літнього віку, ослаблених пацієнтів та хворих на серцево-судинні та/або печінкові захворювання. Застосувати лікарський засіб дітям заборонено.
| Місце перелома               | Об'єм розчину |
| ---------------------------- | ------------- |
| Променева та ліктьова кістка | 10-20 мл      |
| Стегнова кістка              | 20-30 мл      |

При використання розчину лідокаїну для уникнення ускладнень у вигляді системних токсичних реакцій, потрібно враховувати, що дітям віком від 12 років при усіх видах периферичного знеболювання загальна доза лідокаїну не повинна перевищувати 3 мг/кг маси тіла.

## Ускладнення
- Пункція магістральної судини.[5]
- Не потрапляння в міжвідломкову гематому.[5] Ефективність знеболення буде значно знижена.
- Передозування місцевим анестетиком.[5][9] Симптоми передозування часто невірно діагностуються як алергічна реакція на препарат.[3]